# گری کانوی
گری کانوی (انگلیسی: Gary Conway؛ زادهٔ ۴ فوریهٔ ۱۹۳۶) یک هنرپیشه، و فیلم‌نامه‌نویس اهل ایالات متحده آمریکا است.
از فیلم‌ها یا مجموعه‌های تلویزیونی که وی در آن‌ها نقش داشته است می‌توان به سرزمین غول‌پیکران اشاره نمود.